# Stop (bài hát của Spice Girls)
"Stop" là một bài hát của nhóm nhạc nữ Anh quốc Spice Girls nằm trong album phòng thu thứ hai của họ, Spiceworld (1997). Nó được phát hành như là đĩa đơn thứ ba trích từ album vào ngày 9 tháng 3 năm 1998 bởi Virgin Records. Bài hát được viết lời bởi các thành viên trong nhóm với Paul Wilson và Andy Watkins thuộc đội sản xuất Absolute, những người đồng thời sản xuất nó, và được thu âm trong khoảng thời gian nhóm đang thực hiện những cảnh quay cho bộ phim Spice World. Đây là một bản dance-pop với những âm nhạc từ nhạc Blue-eyed soul của Motown và sử dụng nhiều loại nhạc cụ khác nhau như ghi-ta và kèn đồng.
Sau khi phát hành, "Stop" nhận được những phản ứng tích cực từ các nhà phê bình âm nhạc, trong đó họ đánh giá cao quá trình sản xuất và phong cách Motown của nó. Nó cũng gặt hái những thành công đáng kể về mặt thương mại, lọt vào top 10 trên các bảng xếp hạng ở Úc, Bỉ, Canada, Phần Lan, Ireland, Hà Lan, New Zealand, Thụy Điển và Vương quốc Anh. Tuy nhiên, bài hát đã trở thành đĩa đơn đầu tiên trong sự nghiệp của nhóm không đạt được vị trí quán quân ở Vương quốc Anh, nơi nó đạt vị trí thứ hai, và kết thúc chuỗi đĩa đơn quán quân đầu tay của họ tại đây. Tại Hoa Kỳ, "Stop" đạt vị trí thứ 16 trên bảng xếp hạng Billboard Hot 100, trở thành đĩa đơn top 20 thứ sáu liên tiếp của Spice Girls trên bảng xếp hạng này.
Video âm nhạc của "Stop" được đạo diễn bởi James Byrne và ghi hình ở Ai-len, trong đó nhóm xuất hiện trên một khu phố thuộc tầng lớp lao động những năm 1950 và vui chơi với những cô gái trẻ qua nhiều trò chơi của trẻ em. Để quảng bá bài hát, Spice Girls đã trình diễn nó trên nhiều chương trình truyền hình và lễ trao giải, bao gồm Top of the Pops, The Tonight Show with Jay Leno, Late Show with David Letterman, Giải Brit năm 1996 và Victoria's Secret Fashion Show năm 2007. Ngoài ra, "Stop" cũng xuất hiện trong tất cả các chuyến lưu diễn trong sự nghiệp của họ, bao gồm chuyến lưu diễn tái hợp The Return of the Spice Girls (2007-08). Đây là đĩa đơn cuối cùng của nhóm được phát hành trước khi thành viên Geri Halliwell rời nhóm vào tháng 5 năm 1998, mặc dù đây không phải là đĩa đơn cuối cùng có sự góp giọng của cô dưới danh nghĩa thành viên Spice Girls.

## Danh sách bài hát
| - Đĩa CD #1 tại Anh quốc / Đĩa CD #1 tại Hoa Kỳ 1. "Stop" – 3:24 2. "Something Kinda Funny" (Live in Istanbul) - 4:43 3. "Mama" (Live in Istanbul) – 5:18 4. "Love Thing" (Live in Istanbul) – 5:06 - Đĩa CD #2 tại Anh quốc / Đĩa CD tại châu Âu 1. "Stop" – 3:24 2. "Ain't No Stoppin' Us Now" (hợp tác với Luther Vandross) – 4:55 3. "Stop" (Morales Remix) – 7:23 4. "Stop" (Stretch 'N' Vern's Rock & Roll Mix) – 9:11 - Đĩa CD 2 bản tại châu Âu 1. "Stop" – 3:24 2. "Ain't No Stoppin' Us Now" (hợp tác với Luther Vandross) – 4:55 | - Đĩa CD #2 tại Hoa Kỳ 1. "Stop" – 3:24 2. "Stop" (Morales Remix) – 7:23 3. "Stop" (Stretch 'N' Vern's Rock & Roll Mix) – 9:11 4. "Stop" (Morales Dub) – 8:11 - Đĩa đơn cassette tại Hoa Kỳ 1. "Stop" - 3:24 2. "Something Kinda Funny" (Live in Istanbul) - 4:43 3. "Stop" (Morales Remix) – 7:23 - Đĩa than 12" quảng bá tại Anh quốc 1. A1: "Stop" (Morales Remix) – 9:26 2. A2: "Stop" (Stretch 'N' Vern's Rock & Roll Mix) – 10:56 3. B1: "Stop" (Morales Dub) – 8:11 4. B2: "Stop" (Stretch 'N' Vern's Dub) – 11:17 |

## Xếp hạng
| Bảng xếp hạng (1998)                | Vị trí cao nhất |
| ----------------------------------- | --------------- |
| Úc (ARIA)                           | 5               |
| Áo (Ö3 Austria Top 40)              | 12              |
| Bỉ (Ultratop 50 Flanders)           | 14              |
| Bỉ (Ultratop 50 Wallonia)           | 8               |
| Canada (RPM)                        | 3               |
| Canada Adult Contemporary (RPM)     | 2               |
| Châu Âu (European Hot 100 Singles)  | 6               |
| Phần Lan (Suomen virallinen lista)  | 6               |
| Pháp (SNEP)                         | 12              |
| Đức (Official German Charts)        | 35              |
| Ireland (IRMA)                      | 3               |
| Ý (Musica e dischi)                 | 15              |
| Hà Lan (Dutch Top 40)               | 2               |
| Hà Lan (Single Top 100)             | 6               |
| New Zealand (Recorded Music NZ)     | 9               |
| Scotland (OCC)                      | 4               |
| Thụy Điển (Sverigetopplistan)       | 8               |
| Thụy Sĩ (Schweizer Hitparade)       | 20              |
| Anh Quốc (OCC)                      | 2               |
| Hoa Kỳ Billboard Hot 100            | 16              |
| Hoa Kỳ Dance Club Songs (Billboard) | 14              |
| Hoa Kỳ Pop Airplay (Billboard)      | 39              |
| Hoa Kỳ Rhythmic (Billboard)         | 23              |

| Bảng xếp hạng (1998)                 | Vị trí |
| ------------------------------------ | ------ |
| Australia (ARIA)                     | 39     |
| Belgium (Ultratop 40 Wallonia)       | 56     |
| Canada Adult Contemporary (RPM)      | 30     |
| Europe (European Hot 100)            | 59     |
| France (SNEP)                        | 96     |
| Netherlands (Dutch Top 40)           | 44     |
| Netherlands (Single Top 100)         | 62     |
| Sweden (Sverigetopplistan)           | 76     |
| UK Singles (Official Charts Company) | 43     |

## Chứng nhận
| Quốc gia                                                                           | Chứng nhận | Số đơn vị/doanh số chứng nhận |
| ---------------------------------------------------------------------------------- | ---------- | ----------------------------- |
| Úc (ARIA)                                                                          | Vàng       | 35.000^                       |
| Pháp (SNEP)                                                                        | Bạc        | 125,000*                      |
| Anh Quốc (BPI)                                                                     | Vàng       | 420,200                       |
| * Chứng nhận dựa theo doanh số tiêu thụ. ^ Chứng nhận dựa theo doanh số nhập hàng. |            |                               |